# 평양 김씨
평양 김씨(平壤 金氏)는 평안남도의 평양시를 본관(본향)으로 하는, 한국의 성씨 관향이다.

## 역사
《증보문헌비고》 및 《조선씨족통보》 등에 의하면 시조(始祖)인 김여하(金慮遐)는 고려 우왕 때 성균관 강독관 등을 거쳐, 조선 태종 때 양광도 서천군 군수 등을 지낸 이인데, 그는 1372년(고려 공민왕 21)에 18세로, 국자감(國子監)의 생원시(生員試)를 입격(합격)한 후, 1376년(우왕 2)에 22세로 서해도(西海道)의 해주 향교(海州 鄕校)의 향공 진사시(鄕貢 進士試)에 합격(合格)하였으며, 청년 23세였었던 1377년(우왕 9)부터 10년 후 1387년(우왕 13)까지 개경(開京)의 성균관(成均館)의 강독관(講讀官)을 지내다가 33세로 그만두었다. 그리고, 그는 같은 해 1387년(우왕 13)에는 이른바 15년 전인, 지난 1372년(공민왕 21)에 첫 과거시험(科擧試驗)을 생원(生員)으로 입격(入格)한지도 어언 15년여만에, 평안도(平安道)의 평양(平壤)으로 낙향(落鄕)을 하여, 어언 24년 동안을 유자(儒者) 겸 농부(農父) 등으로 지내다가, 1392년(공양왕 3)에 고려(高麗)가 멸국(滅國)되고 조선(朝鮮)이 창건(創建)된 이후, 어언 19년이 지난 1411년(조선 태종 11)에 57세로 식년 문과(式年 文科)를 동진사(同進士)로 급제하여, 5년 후 1416년(태종 16)까지 양광도(楊廣道)의 서천군수(舒川郡守)를 역임했다.
여담으로, 선계(先系)는 상고할 수 없지만, 1세 중시조(一世 中始祖)인 김호문(金浩文)은 시조 김여하(金慮遐)의 장남(長男)이며, 2세 중시조 평양군 김대진(平壤君 金大振)은 시조 김여하(金慮遐)의 증손(曾孫)이자 1세 중시조 김호문(金浩文)의 친손(親孫)이다.
참고로, 시조 김여하(金慮遐, 1355년생~1423년졸)의 장남(長男)인, 1세 중시조 김호문(金浩文, 1370년생~1421년졸)은 1382년(우왕 8)에 13세로, 명경과(明經科)의 초시(初試)를 합격하였고, 1388년(우왕 14)부터 1390년(공양왕 1)까지 2년 동안 양광도(楊廣道)의 광주 향교(廣州 鄕校)의 교수(敎授)였으며, 이후 1390년(공양왕 1)부터 이듬해 1391년(공양왕 2)까지 경상도(慶尙道)의 경주 향교(慶州 鄕校)의 교수(敎授)였다가 사퇴로써 그만두었고, 이후 어언 20년 동안을 평안도(平安道)의 평양(平壤)으로 낙향했으며, 1392년(공양왕 3)에 고려가 멸국된 후에는, 1411년(조선 태종 11)에 조선의 관료 직으로 중용(재기용)되어 양광도 서천군수 등을 지낸 아버지(시조 김여하)와는 달리, 그저 조선의 황해도(黃海道)의 해주(海州)에서, 일평생 후학 양성에만 전념하였었다.
1세 중시조 김호문(金浩文)의 친손(親孫)이자, 김여하(金慮遐)의 증손(曾孫)인 김대진(金大振)이라는 그는, 1444년(세종 26)에 학행(學行)으로 음서(문음)에 천거되어, 성균관(成均館)의 집의(集議)를 지내다가, 1451년(문종 1)에 직을 어언 7년여만에 그만두고 사퇴하면서, 그렇게 그는 재야 야인(在野 野人)으로 다시 돌아가면서, 승정원(承政院)의 동부승지(同副承旨)를 지낸 훗날의 적개공신(敵愾功臣)의 1등의 구성원들의 반열에 수훈(훈작)된, 창녕군 조석문(昌寧君 曺錫文, 1413년생~1477년졸)의 가내 집사(家內 執事)를 향후 17년 동안 지내면서, 조석문(曺錫文)의 가내 가신(家內 家臣)으로 있다가, 훗날 1467년(세조 12)에, 이시애의 난을 토평(토벌 및 평정)한 적개공신(敵愾功臣)의 1등 훈작자 조석문(曺錫文)과 함께 나라에 공적을 세운 서훈(봉작)으로써, 평양군(平壤君)에 봉해지고 나서, 그렇게 평양군 김대진(平壤君 金大振)은 비록 일평생 1467년(세조 12)의 적개공신은 아니었지만, 평양군(平壤君)이라는 작호(봉호)에 만족하면서, 이듬해 1468년(세조 13)에 평안도(平安道)의 평양(平壤)으로 낙향하였다.
2세 중시조 평양군 김대진(平壤君 金大振, 1414년생~1485년졸)의 후손 가운데 친손(親孫)인, 3세 중시조 언실 김윤보(彦實 金尹寶)는 1480년(성종 11)에 진사(進士)를 지낸 이인데, 자(字)는 언실(彦實)이며, 김윤보(金尹寶)의 직가 가계(直家 家系)로는, 1470년(성종 1)부터 1472년(성종 3)까지 강원도(江原道)의 홍천현감(洪川縣監)을 어언 2년 지냈던, 1468년(세조 13)의 음서 출신의 관료 김횡(金橫, 1433년생~1498년졸,)의 슬하 3남 2녀(5남매) 중 차남(次男)이기도 하다.
3세 중시조 김윤보(金尹寶, 1456년생~1524년졸, 진사 출신.)의 증손(曾孫)인, 4세 중시조 김환(金環, 1538년생~1611년졸, 음서 출신.)이라는 이는, 1574년(선조 7)에 음서(蔭敍)로 천거되어, 어언 7년 남짓 동안 가각고(架閣庫)의 녹사(錄事)를 지냈고, 1581년(선조 14)에 함경도(咸鏡道)의 북청진관(北靑鎭官)을 거쳐, 1583년(선조 16)에 함경도(咸鏡道)의 병마절도사(兵馬節度使)를 지냈으며, 훗날 1588년(선조 21)에 함경도 병마절도사 직을 어언 5년여만에 사퇴함으로써 마지막으로 관직을 어언 14년여만에 그만두고, 강원도(江原道)의 평강(平康)으로 낙향하여, 결국 그곳에 뿌리를 내려, 후손들이 유정파(楡井派)·문봉파(文峰派)·종광파(宗廣派)·광동파(廣洞派) 등의 4개파를 형성하였다고 한다.

## 본관
평양(平壤)은 평안남도(平安南道)의 남서부(南西部)에 위치한 지명으로 단군 고조선 시대의 수도에 이어, 기원전(BC) 813년 기자(箕子)의 후조선 시대의 수도 등을 거쳐 기원전(BC) 194년 위만조선 시대의 수도가 되었다. 이후 427년(장수왕 15)부터 240년간 고구려의 도읍지 등으로써 전성기를 누렸다. 919년(고려 태조 1)에는 평양성을 축조하고 대도호부(大都護府)로 정하였으며, 926년(태조 8)에 서경이라고 불렀다. 1269년(원종 10)에 서경에 동녕부(東寧府)를 두고 파령(破嶺： 慈悲嶺)으로 경계를 삼았다가 1290년(충렬왕 16)에 다시 서경유수를 두었다. 1369년(공민왕 18)에 만호부(萬戶府)를 두었다가 평양부로 개칭하였다. 1413년(태종 13)에 평안도 평양부로 개편하여 관찰사가 부윤(府尹)을 겸임하였다. 1896년 전국을 13도(道)로 분할함에 따라 평남 도청소재지가 되었다. 1914년 군면 폐합으로 부제(府制)가 실시되었고 대동군이 평양부에서 독립되었다.

## 주요 인물

### 여말선초시대 인물
시조
- 김여하(金慮遐) : 조선 태종 11년(1411) 신묘(辛卯) 식년시(式年試) 동진사(同進士) 급제, 양광도 서천군 군수 역임.[2]

1세 중시조
- 김호문(金浩文) : 고려 우왕 8년(1382) 임술(壬戌) 명경과(明經科) 초시(初試) 합격, 경상도 경주 향교 교수 역임.[3]

### 조선 시대 인물
- 김희일(金僖一) : 인조 5년(1628) 무진(戊辰) 별시(別試) 병과(丙科) 급제, 찰방(察訪) 출신.
- 김시번(金時番) : 정조 8년(1784) 갑진(甲辰) 정시(庭試) 병과(丙科) 급제, 별효사(別驍士) 출신.
- 김준걸(金俊傑) : 철종 1년(1850) 경술(庚戌) 당시의, 평안도 안주 향교 교수.[4]

### 대한민국 인물
- 김내성 - 대한민국의 추리 소설가.
- 김관철 - 대한민국의 유도인 출신의 정치 깡패.
- 김형석 - 대한민국의 대학 교수이자, 철학자 겸 작가.
- 김성진 - 대한민국의 철학자 겸 대학 교수.
- 김은숙 - 농구 선수를 지낸 대한민국의 여성 농구 코치.

### 조선 왕실과의 인척 관계
- 정원군(선조의 서자) 측실 평양 김씨 첩(平壤 金氏 妾)

## 인구
- 1985년 당시 991명
- 2000년 당시 875명
- 2015년 당시 784명

## 같이 보기
- 장철부(본명 김병원) - 항일 독립운동가 및 대한민국 육군 중령. 1950년 한국 전쟁 때 전사.[5]